# Gesellschaft für Bildung und Forschung in Europa
Die Gesellschaft für Bildung und Forschung in Europa e. V. (kurz: GBFE) ist ein in Oerlinghausen ansässiges international und interkulturell ausgerichtetes Netzwerk christlicher Bildungseinrichtungen evangelikaler Prägung. 
Der Verein fördert internationale Studien und Forschungsvorhaben in verschiedenen Disziplinen auf Master- und Doktoranden-Ebene in Kooperation mit anderen internationalen Bildungseinrichtungen. Schwerpunktdisziplin ist die Theologie in Kooperation mit der Universität von Südafrika (UNISA) sowie mit der Universität von Pretoria, deren Abschlüsse weltweit – somit auch in Deutschland – anerkannt sind.
Die GBFE will Menschen fördern, indem sie ihnen eine fundierte akademische Weiterbildung ermöglicht, die auf christlichen Werten gegründet ist. Die akademischen Aufbauprogramme der GBFE können berufsbegleitend studiert werden. In Theologie existiert ein besonderes Angebot für Quereinsteiger, die vorher ein anderes Fach studiert haben. 
GBFE-Institute gibt es zurzeit in Deutschland, der Schweiz sowie in Dänemark. Der Vereinsvorstand wird von den Mitgliedern des Vereins GBFE e.V. für die Dauer von vier Jahren gewählt und ist geschäftsführender Vorstand des GBFE-Rates. Jedes Institut, welches Vollmitglied bei der GBFE ist, ist im GBFE-Rat durch eine (feste) Person und mit einer Stimme vertreten. Erster Vorsitzender der GBFE e.V. ist Christoph Stenschke, seit 2021 gibt es auch eine studentische Vertretung im Vorstand.

## Geschichte
2000 wurde die GBFE als Nachfolgeinstitut des Forschungszentrum für deutschsprachige, evangelikale Mission aus Korntal von Klaus W. Müller gegründet. Bereits in diesem Jahr erreichten 5 Absolventen einen Abschluss über die GBFE. Im Januar 2000 wurde die Kooperation mit der Universität von Südafrika unterzeichnet. Im Jahr 2002 traten die meisten der heutigen Mitgliedsinstitute der GBFE bei. 2008 trat die GBFE der European Evangelical Accrediting Association (EEAA), das heutige European Council for Theological Education (ECTE), als assoziiertes Mitglied bei. Seit 2010 wird ein Abschluss mit dem Titel Zertifikat Theologie angeboten, der für ehrenamtliche Mitarbeiter in Gemeinden gedacht ist. Seit Ende 2020 besteht zudem eine Kooperation mit der theologischen Fakultät der Universität von Pretoria.
Bis 2010 haben insgesamt 106 Personen einen Abschluss über die GBFE erlangt, davon 9 Bachelor of Theology, 69 Master of Theology und 28 Doctor theologiae. 2020 verzeichnete die GBFE über 300 Absolventen ihrer Programme insgesamt.

## Institute
Folgende Institute sind Mitglieder der GBFE:
| Name                                              | Ort            | Land        |
| ------------------------------------------------- | -------------- | ----------- |
| Akademie für christliche Führungskräfte           | Gummersbach    | Deutschland |
| Biblisch-Theologische Akademie Wiedenest          | Bergneustadt   | Deutschland |
| Institut für Gemeindebau und Weltmission          | Zürich         | Schweiz     |
| Menighedsfakultetet - Lutheran School of Theology | Aarhus         | Dänemark    |
| Norwegian School of Leadership and Theology       | Oslo           | Norwegen    |
| Theologische Hochschule Friedensau                | Friedensau     | Deutschland |
| Theologisches Seminar Adelshofen                  | Eppingen       | Deutschland |
| Theologisches Seminar Rheinland                   | Wölmersen      | Deutschland |
| Theologisches Seminar St. Chrischona              | Bettingen      | Schweiz     |
| Stiftung Therapeutische Seelsorge                 | Neuendettelsau | Deutschland |